# Kijam Abramow
Kijam Alimbiekowicz Abramow (ros. Киям Алимбекович Абрамов, ur. 7 czerwca 1897 we wsi Staryje Tinczali w guberni symbirskiej, zm. 9 maja 1938 w Kazaniu) – przewodniczący Rady Komisarzy Ludowych Tatarskiej ASRR (1930-1937).

## Życiorys
Od 1918 członek RKP(b), 1918 ukończył kursy pedagogiczne, 1918-1920 pracował jako nauczyciel w rodzinnej wsi, 1920-1921 był inspektorem gminnego komitetu aprowizacyjnego w rejonie buinskim, 1921-1922 studiował w Kazańskiej Szkole Budownictwa Radzieckiego i Partyjnego, a 1922-1925 Tatarskim Uniwersytecie Komunistycznym. 1925-1927 kierownik wydziału agitacyjno-propagandowego rejonowego komitetu WKP(b) w Tatarskiej ASRR, od kwietnia 1927 do listopada 1928 sekretarz odpowiedzialny rejonowego komitetu WKP(b) w Kazaniu, 1928-1930 był słuchaczem kursów marksizmu-leninizmu przy KC WKP(b), w 1930 kierował Wydziałem Organizacyjno-Instruktorskim Tatarskiego Komitetu Obwodowego WKP(b), od 1930 do lipca 1937 był przewodniczącym Rady Komisarzy Ludowych Tatarskiej ASRR. 15 marca 1935 odznaczony Orderem Lenina
31 lipca 1937 aresztowany, następnie skazany na śmierć i rozstrzelany. W 1956 pośmiertnie zrehabilitowany.